# ハイチアン・スパゲッティ
ハイチアン・スパゲッティ（英: Haitian spaghetti。espageti、espaghetti、spaghetti a l'hatienne、espageti ayisyen とも）はハイチ料理の一つ。主に朝食で食べる。ケチャップとエピスからなるソースでスパゲッティの麺とソーセージを炒めたもの。

## 材料と製法
エピス（レモン、パセリ、タマネギ、ニンニク、タイムなどをペーストにしたハイチの調味料）とケチャップを合わせたソースにスパゲッティの麺を和えて食べる。ソーセージの薄切りを加えることが多い。タマネギ、ニンニク、ピーマンも具材としてよく使われる。ソーセージの代わりにニシンが用いられることもある。
調理過程
- タマネギとピーマン類を炒める
- ソーセージを加えて色づくまで炒める
- エピスとトマトソースを加える
- 茹でたスパゲッティを加えて煮詰める

## 歴史
この料理は1915年から1934年までの米国占領期に生まれた。「ホットドッグ」と呼ばれるタイプのソーセージやケチャップのような米国食品がハイチに流入した時期だった。現在ではコンフォート・フードと見なされるようになっている。

## 食べ方
朝食で食べることが一般的。ウェブメディアEaterが2017年に配信した記事によると、この料理がレストランで提供されることは少ないが広まりつつあり、街中の屋台でも買うことができる。

## 関連文献
- James (2024年3月2日). “Restaurant Scene: Ever heard of Haitian spaghetti? You have now. | Chattanooga Times Free Press” (英語). Chattanooga Times Free Press. 2024年4月27日閲覧。
- (英語) Journal of Haitian Studies. The Association. (1997). pp. 24